# Kebondalem (Bawang)
Kebondalem is een bestuurslaag in het regentschap Banjarnegara van de provincie Midden-Java, Indonesië. Kebondalem telt 3103 inwoners (volkstelling 2010).